# Landkreis Mogilno

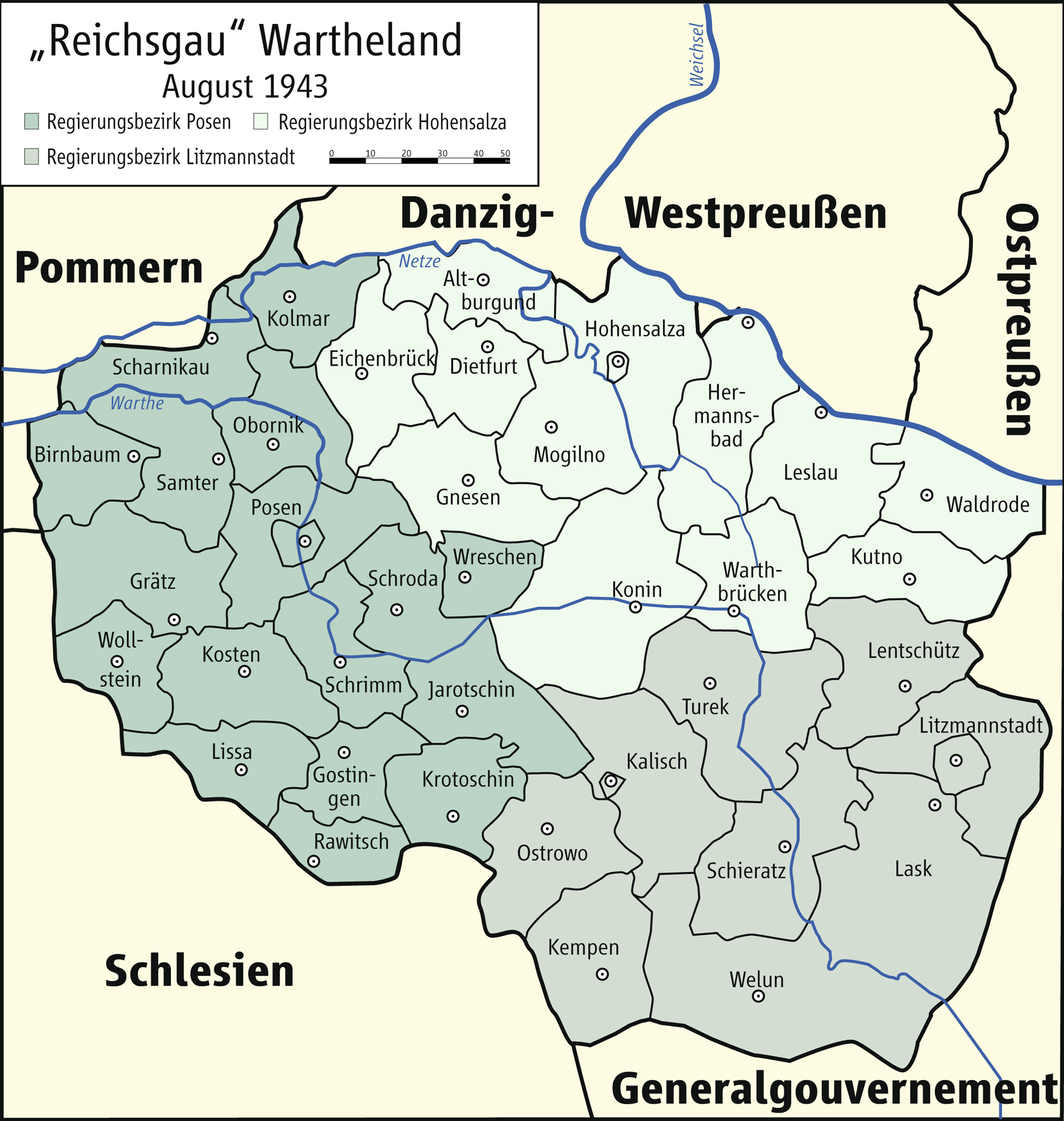
Regierungsbezirke und Kreise im Reichsgau Wartheland (August 1943)

Landkreis Mogilno war während des Zweiten Weltkrieges der Name einer deutschen Verwaltungseinheit im besetzten Polen (1939–1945).

## Vorgeschichte (1815 bis 1918)
Das Gebiet um die westpolnische Stadt Mogilno gehörte von 1815 bis 1918 als Kreis Mogilno zur preußischen Provinz Posen. Im Zuge des Großpolnischen Aufstandes kam die Kreisstadt Mogilno am 31. Dezember 1918 unter polnische Kontrolle und wurde am 28. Juni 1919 mit der Unterzeichnung des Versailler Vertrags offiziell an das neu gegründete Polen abgetreten.

## Verwaltungsgeschichte
Zu Beginn des Zweiten Weltkrieges besetzten deutsche Truppen den westpolnischen Powiat Mogilno, die Kreisstadt Mogilno wurde am 11. September 1939 eingenommen.
Am 26. Oktober 1939 wurde der Powiat unter der Bezeichnung Landkreis Mogilno an das Deutsche Reich angeschlossen, was als einseitiger Akt der Gewalt völkerrechtlich aber unwirksam war. Der Landkreis wurde Teil des Regierungsbezirkes Hohensalza im Reichsgau Wartheland.
Sitz des deutschen Landratsamtes wurde die Kreisstadt Mogilno.
Gegen Ende des Zweiten Weltkriegs eroberte im Januar 1945 die Roten Armee die Region, die kurz danach von der Sowjetunion der Volksrepublik Polen zur Verwaltung überlassen wurde.

## Politik

### Landkommissar
1939–9999: Erich Daniel

### Landräte
1939–1942: Erich Daniel
1942–1943: Wilhelm Rosenthal (vertretungsweise)
1943–1945: Eberhard Doege

## Kommunale Gliederung
Die 130 Ortschaften des Landkreises wurden zunächst in elf Amtsbezirken zusammengefasst. Am 1. Januar 1942 wurde der Amtsbezirk Mogilno-Stadt zur Stadt nach der Deutschen Gemeindeordnung von 1935 ernannt, ebenso am 1. April 1943 die Amtsbezirke Strelno-Stadt und Tremessen-Stadt. Am 1. Januar 1942 wurden einige Amtsbezirke zusammengelegt. Gegen Ende der Besetzung bestand der Landkreis aus drei Städten und sechs Amtsbezirken.

## Bevölkerung
Der Landkreis Mogilno hatte im Jahre 1941: 69.601 meist polnische Einwohner. Die deutschen Besatzungsbehörden vertrieben zwischen dem 1. Dezember 1939 und dem 31. Dezember 1943 über 4100 Polen aus dem Gebiet.
Im Gebiet lebte eine kleine deutsche Minderheit, während der Besetzung wurden zusätzlich Deutsche angesiedelt. Gegen Ende der Besetzung verließ der Großteil das Gebiet.
Die jüdische Bevölkerung wurde ins Generalgouvernement deportiert und zum Teil ermordet.

## Ortsnamen
Die lokalen Besatzungsbehörden versahen sofort alle Ortschaften im Kreisgebiet mit deutschen Namen, obwohl offiziell laut unveröffentlichtem Erlass des Innenministers vom 29. Dezember 1939 zunächst die 1918 gültigen deutschen Bezeichnungen weitergelten sollten. Am 18. Mai 1943 wurden für alle Orte mit einer Post- oder Bahnstation im Wartheland deutsche Namen festgelegt, wobei es wiederum zu Abweichungen kam.
Liste der Städte und Amtsbezirke im Landkreis Mogilno:
| polnischer Name | deutscher Name (1918) | deutscher Name (1939–1945) |
| --------------- | --------------------- | -------------------------- |
| Gębice          | Gembitz               | Gembitz                    |
| Mogilno         | Mogilno               | Mogilno                    |
| Pakość          | Pakosch               | Pakosch                    |
| Strzelno        | Strelno               | Strelno                    |
| Trzemeszno      | Tremessen             | Tremessen                  |
| Wszedzień       | Schetzingen           | Schetzingen                |